# گرده‌سنگ

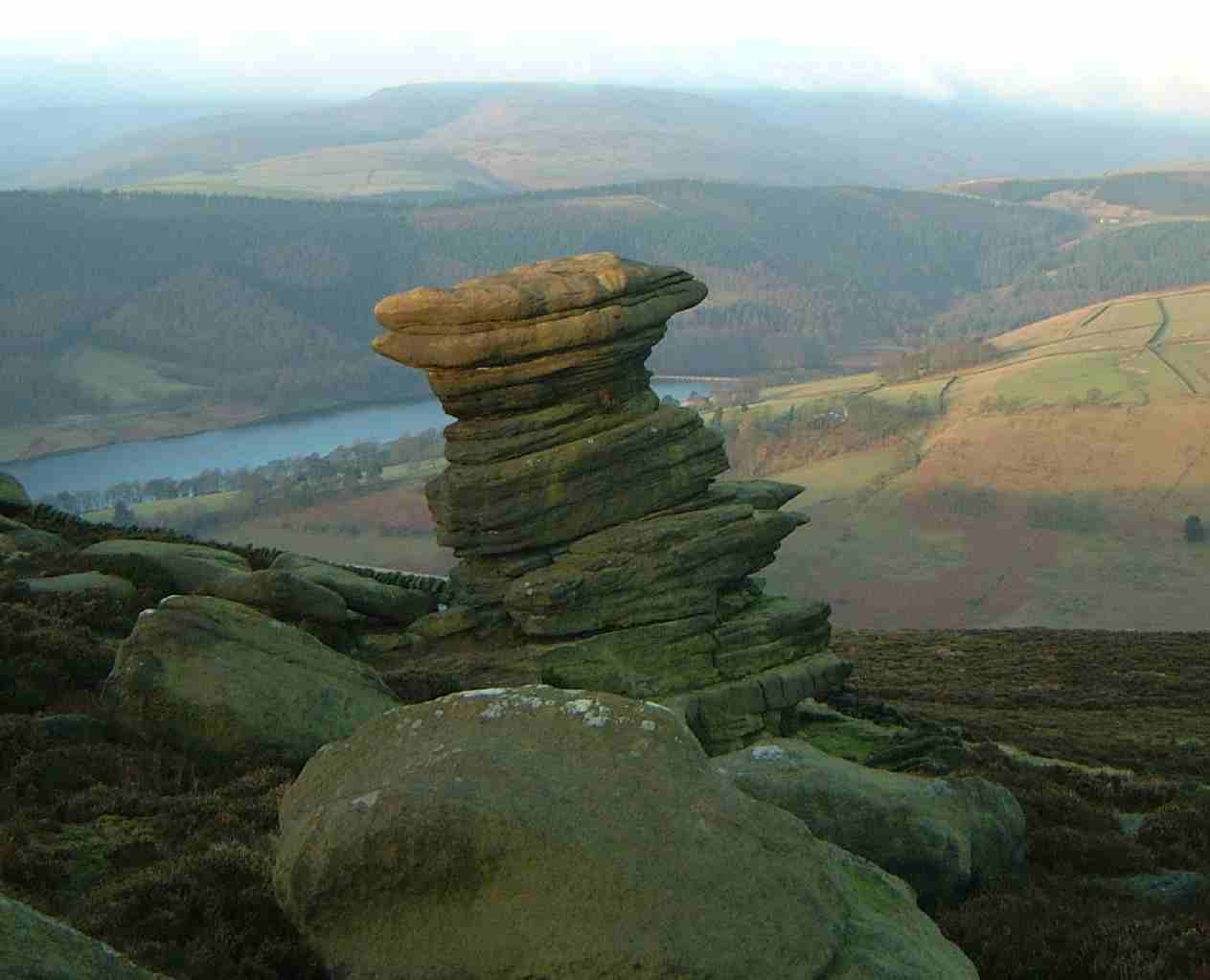
سالت سِلار، گرده‌سنگ در ناحیه Derwent Edge در منطقه اوج (Peak District)، انگلستان

گرده‌سنگ یا شن یک ماسه‌سنگ سخت، دانه‌درشت و سیلیسی است. این اصطلاح به ویژه دربارهٔ ماسه‌سنگ‌هایی که برای مصالح ساختمانی استخراج می‌شوند به کار می‌رود. گرده‌سنگ بریتانیایی برای سنگ آسیاب برای آسیاب کردن آرد، برای خرد کردن چوب به خمیر کاغذ و برای سنگزنی برای تیز کردن تیغه‌ها استفاده می‌شد. «شن» اغلب به ماسه سنگ‌های تشکیل‌شده از دانه‌های ماسه زاویه‌دار اعمال می‌شود. معمولاً ممکن است دارای سنگریزه‌های کوچک باشد.
"سنگ آسیاب " یک اصطلاح غیررسمی برای توالی سنگ‌های شنی است که در پناین‌ها (از جمله منطقه اوج Peak District) در شمال انگلستان یافت می‌شود. این رسوب‌ها در اواخر (بالایی) عصر پالئوزوئیک، در دوره کربونیفر، در شرایط دلتایی گذاشته شد. گروه سنگ آسیاب یک اصطلاح چینه‌شناسی رسمی برای این توالی سنگ است.
لبه‌های گرده‌سنگ‌ها در منطقه اوج (Peak District)، ناحیه‌ای مهم برای کوهنوردی است و سنگ‌نوردان انگلیسی از آن بسیار لذت می‌برند، که در میان آن‌ها وضعیت تقریباً آیینی دارد و اغلب به عنوان «صخرهٔ خودِ خدا» شناخته می‌شود. سطح ناهموار اصطکاک فوق‌العاده‌ای را ایجاد می‌کند و کوهنوردان می‌توانند تا روی صخره‌ها بایستند یا به ظریف‌ترین ویژگی‌های سنگ دست پیدا کنند. (مقاله اصلی در مورد صخره‌نوردی در منطقه اوج را ببینید)